# Tert-ブトキシカルボニル基

tert-ブトキシカルボニル基

tert-ブトキシカルボニル基（ターシャリーブトキシカルボニルき、英: tert-butoxycarbonyl group）は有機化学における原子団の一種で、(CH3)3C−O−C(=O)− の構造を持つ。しばしば Boc（ボック）またはt-Bocと略記される。
ベンジルオキシカルボニル基（Z基）と並び、アミノ基の保護基として重要である。脱保護によって生ずる副生成物は気体のイソブテンと二酸化炭素だけなので後処理が簡便である。ただし強酸に弱い基質に対しては使用できない。また時にアルコール性・フェノール性ヒドロキシ基の保護基としても用いられる。

## 選択性
アミノ基に結合したBoc基は強塩基によるエステル加水分解条件、Z基を切断する接触還元などの条件などに対して安定であり、これらの保護基が分子内にあってもそれぞれを選択的に除去することが可能である。ヒドリド還元に対しても一般に安定であるが、水素化アルミニウムリチウムと加熱するなどの強い条件下ではメチル基にまで還元される。
ヒドロキシ基に結合したBoc基は酸性条件の他、水酸化ナトリウムなど強塩基による加水分解、水素化アルミニウムリチウムによる還元条件などで切断される。

## 保護・脱保護

### Boc化
Boc化試薬としては数種が知られているが、除去の難しい副生成物を出さない二炭酸ジ-tert-ブチル（ジ-tert-ブチルジカーボネート、Boc2O）が最もよく用いられる。一級または二級アミンに対し、ピリジンやトリエチルアミンなどの塩基存在下、Boc2O を作用させることでBoc化できる。アミノ酸などに対しては水酸化ナトリウムや炭酸ナトリウム水溶液を塩基として用いるショッテン・バウマン条件が簡便である。

### 脱保護
室温下、トリフルオロ酢酸または4 M塩酸-酢酸エチル溶液などの強酸を作用させることで脱保護される。多くの場合、単に溶媒を留去するだけでほぼ定量的に脱保護体が得られる。